# Desmognathus folkertsi
Desmognathus folkertsi är en groddjursart som beskrevs av Camp, Tilley, Austin och Marshall 2002. Desmognathus folkertsi ingår i släktet Desmognathus och familjen lunglösa salamandrar. IUCN kategoriserar arten globalt som otillräckligt studerad. Inga underarter finns listade i Catalogue of Life.